# Andenkärpflinge
Die Andenkärpflinge (Orestias) sind eine Gattung aus der Ordnung der Zahnkärpflinge. Sie bewohnen die Seen, Flüsse, Bäche und Quellen der Anden in Höhenlagen zwischen 2.500 bis 5.000 Metern. Das Verbreitungsgebiet erstreckt sich von der zentralperuanischen Provinz Ancash im Norden bis an den südlichsten Rand des Altiplanos im Süden. Die größte Artenvielfalt dieser Gattung ist im Titicacasee zu finden. Die beiden kleinsten Arten Orestias minima und Orestias minuta sind nur knapp 3 cm groß. Die größte Art, der Raubkärpfling (Orestias cuvieri), erreicht eine Länge von 22 cm.

## Merkmale
Andenkärpflinge unterscheiden sich von anderen Zahnkärpflingen durch das Fehlen der Bauchflossen, des Vomers (Gaumenknochen) und des ersten Postcleithrums, eines Deckknochens im Schultergürtel. Die Anzahl der Wirbel beträgt 31–33; die Anzahl der Schuppen entlang der Seitenlinie liegt bei 0 bis 54 und die Anzahl der Branchiostegalstrahlen beträgt 5 oder 6.
- Flossenformel: Dorsale i/13, Anale i/13, Pectorale 15–17, Caudale 8/15/8.

## Bedrohung
Viele Arten aus dieser Gattung sind aufgrund von Umweltverschmutzung und Faunenverfälschung durch Fremdfische selten geworden. Die Gefährdung durch nicht heimische Arten ist am besten für den Titicacasee dokumentiert. Die Einführung verschiedener Lachsfischarten (Salmonidae) und des La-Plata-Ährenfisches (Odontesthes bonariensis) hat vor allem zu einem starken Rückgang der Population von Orestias cuvieri und Orestias pentlandii geführt. Orestias cuvieri ist möglicherweise bereits ausgestorben. Aber auch in den anderen Teilen des Verbreitungsgebietes der Gattung Orestias leben gebietsfremde Fischarten.

## Systematik
Die Gattung Orestias wurde 1839 durch den französischen Zoologen Achille Valenciennes eingeführt. Die ersten Arten dieser Gattung beschrieb er erst sieben Jahre später. Als die US-amerikanische Ichthyologin Lynne R. Parenti im Jahr 1981 die Zahnkärpflinge vom Rang einer Überfamilie in den einer Ordnung hob, stellte sie die Gattung Orestias zusammen mit den Mittelmeerkärpflingen in die Tribus Orestiini der Familie Cyprinodontidae. 2017 wurde die Gattung durch den deutschen Ichthyologen Jörg Freyhof und die beiden türkischen Ichthyologen Müfit Özulug und Gülşah Saç in eine eigenständige Familie (Orestiidae) überführt.
Die phylogenetische Position der Andenkärpflinge ist jedoch nicht genau bekannt. Laut einer im April 2022 veröffentlichten phylogenetische Studie zur Systematik der Zahnkärpflinge bilden sie zusammen mit den Aphaniidae und Valenciidae aus Europa, Vorderasien und Nordafrika eine monophyletische Gruppe. Eine phylogenetische Studie, die im Juni 2024 veröffentlicht wurde, zeigt eine nahe Verwandtschaft der Andenkärpflinge mit der südamerikanischen Gattung Fluviphylax, was aus biogeographischer Sicht wesentlich wahrscheinlicher ist.
Für die am weitesten verbreitete und variabelste Art Orestias agassizii finden unterschiedliche Schreibweisen Verwendung. Der Grund dafür ist, dass bereits in der wissenschaftlichen Erstbeschreibung dieser Art mit "agassizii", "agassisii" und "agassi" unterschiedliche Schreibweisen zu finden sind. Da sich der Name auf Louis Agassiz bezieht, ist "agassizii" die richtig gebildete Schreibweise. Die anderen beiden Schreibweisen könnten also als Schreibfehler angesehen werden. Wenn sie nicht als Schreibfehler angesehen werden, dann ist Garman (1895) der erste Überarbeiter, welcher "agassizii" als korrekte Schreibweise festgelegt hat. In beiden Fällen sollte der richtige Name also Orestias agassizii lauten.

## Arten

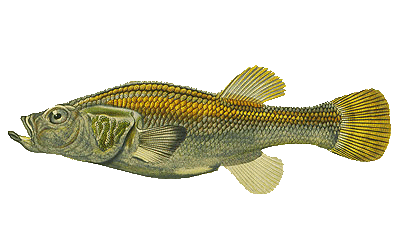
Raubkärpfling (Orestias cuvieri)

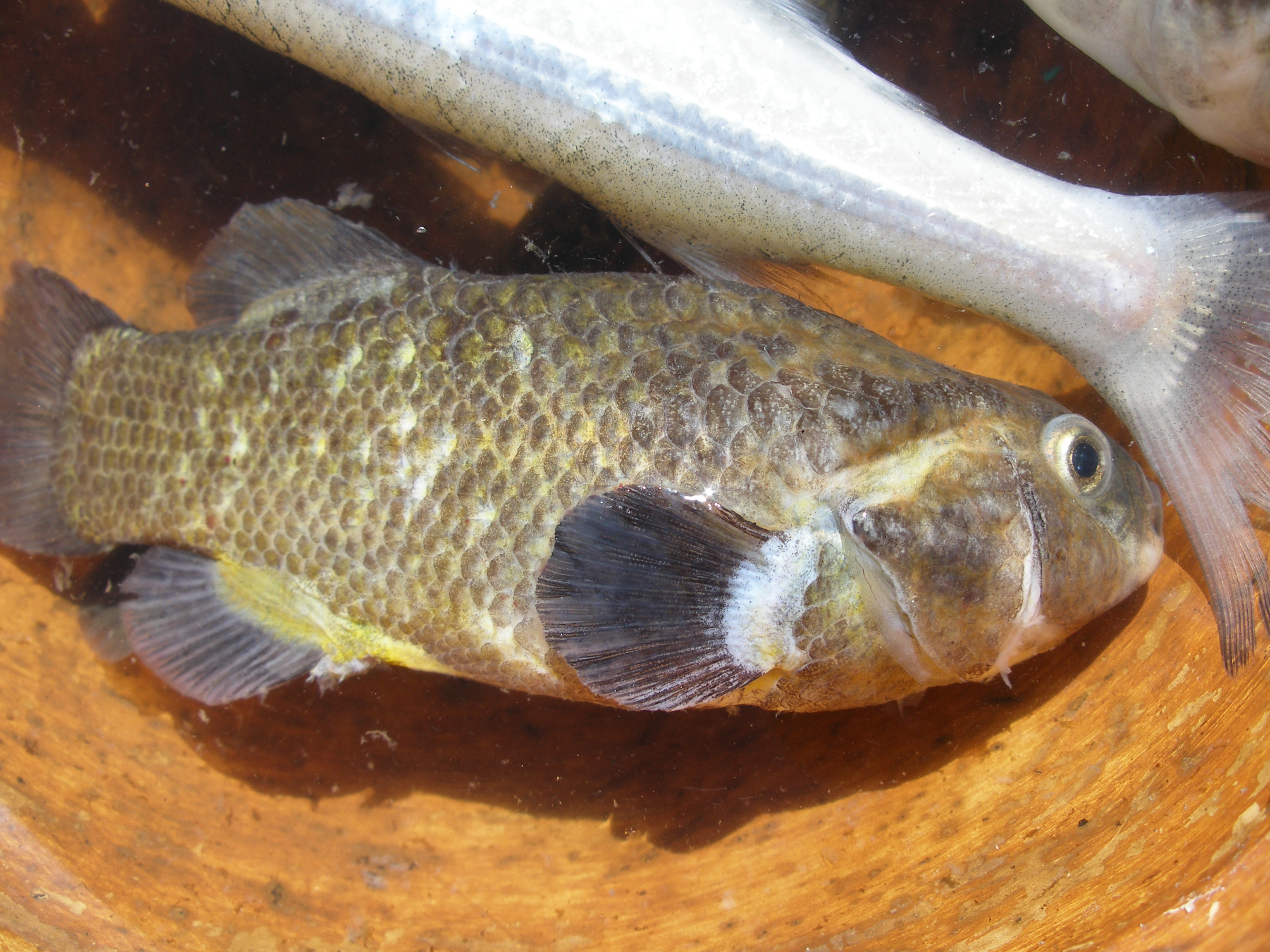
Orestias lutea

Parenti (1984) listete 43 gültige Arten innerhalb der Gattung Orestias. In den Jahren 1987, 2012 und 2017 wurden drei weitere Andenkärpflinge beschrieben. Die im Jahr 2017 beschriebene Art wurde in einer neuen Gattung, Pseudorestias, beschrieben. Diese insgesamt 46 Arten und die beiden Gattungen sind nach Eschmeyer's Catalog of Fishes gültig. Die Arbeiten von Laurent Lauzanne und Gérard Loubens, sowie neuere genetische Arbeiten lassen jedoch andere Schlussfolgerungen über die Anzahl der Arten und deren Verwandtschaft zu. Höchstens 25 der bisher beschriebenen Arten können als gültig angesehen werden.
Orestias Valenciennes, 1839 (Synonym: Pseudorestias Arratia, Vila, Lam, Guerrero & Quezada-Romegialli, 2017)
- O. agassizii-Gruppe

- Orestias agassizii Valenciennes, 1846 (Agassiz' Andenkärpfling)

(die sechs Syntypen aus dem Antonio-See östlich von Cusco stellen möglicherweise eine andere Art dar, lediglich die beiden Syntypen aus dem Rio Corocoro südlich des Titicaca-Sees sind mit Sicherheit O. agassizii)
Synonyme: Orestias affinis Garman, 1895; O. ascotanensis Parenti, 1984; O. chungarensis Vila & Pinto, 1987; O. agassizii var. crequii Pellegrin, 1904; O. ctenolepis Parenti, 1984; O. empyraeus Allen, 1942; O. frontosa Cope, 1876; O. fusca Garman, 1895; O. gloriae Vila, Scott & Mendez, 2012; O. gymnota Parenti, 1984; O. agassizii var. inornata Pellegrin, 1904; O. langui Tchernavin, 1944; O. laucaensis Arratia, 1982; O. multiporis Parenti, 1984; O. munda Parenti, 1984; O. ortonii Cope, 1876; O. owenii Valenciennes, 1846; O. parinacotensis Arratia, 1982; O. pequeni Tchernavin, 1944; O. piacotensis Vila, 2006; O. polonorum Tchernavin, 1944; O. richersoni Parenti, 1984; O. rospigliosii Eigenmann & Allen, 1942; O. agassizii var. senechali Pellegrin, 1904; O. tirapatae Boulenger, 1902; O. tschudii Castelnau, 1855; O. agassizii var. typica Pellegrin, 1904; O. uyunius Fowler, 1940; Pseudorestias lirimensis Arratia, Vila, Lam, Guerrero & Quezada-Romegialli, 2017
(unter den 14 Syntypen von O. affinis könnten sich Hybriden mit dem O. lutea-Komplex befinden)
- Orestias elegans Garman, 1895

Synonym: Orestias lastarriae Philippi, 1876
- Orestias hardini Parenti, 1984
- Orestias ututo Parenti, 1984

- Titicaca-Gruppe

- O. cuvieri-Komplex

- Orestias cuvieri Valenciennes, 1846 (Raubkärpfling) 

Synonym: Orestias humboldti Valenciennes, 1846
(unter den 26 Syntypen von O. humboldti befinden sich ein bis maximal drei Exemplare von O. pendtlandii)
- Orestias forgeti Lauzanne, 1981
- Orestias ispi Lauzanne, 1981 (Ispi-Andenkärpfling)
- Orestias pentlandii Valenciennes, 1846

(unter den vier Syntypen befinden sich ein bis zwei Exemplare von O. cuvieri)
Synonym: Orestias bairdii Cope, 1876
- O. lutea-Komplex 

- Orestias alba Valenciennes, 1846

Synonym: Orestias neveui Pellegrin, 1904
- Orestias lutea Valenciennes, 1846 (Gelber Andenkärpfling)

Synonyme: Orestias farfani Parenti, 1984; O. cypho Fowler, 1916; O. olivacea Garman, 1895; O. rotundipinnis Parenti, 1984
(unter den sechs Syntypen von O. olivacea befinden sich ein bis maximal drei Hybriden mit O. agassizii)
- O. mulleri-Komplex (wahrscheinlich bezeichnen nicht alle der aufgelisteten Namen eigenständige Arten)

- Orestias crawfordi Tchernavin, 1944
- Orestias gilsoni Tchernavin, 1944
- Orestias gracilis Parenti, 1984
- Orestias imarpe Parenti, 1984
- Orestias incae Garman, 1895
- Orestias minima Tchernavin, 1944
- Orestias minuta Tchernavin, 1944
- Orestias mooni Tchernavin, 1944
- Orestias mulleri Valenciennes, 1846 (Müllers Andenkärpfling)
- Orestias robusta Parenti, 1984
- Orestias taquiri Tchernavin, 1944
- Orestias tchernavini Lauzanne, 1981
- Orestias tomcooni Parenti, 1984 (wahrscheinlich ein Synonym von O. tchernavini)
- Orestias tutini Tchernavin, 1944
- Orestias uruni Tchernavin, 1944

Neben den 37 oben gelisteten Synonymen gibt es noch drei weitere Namen, die als ungültige Namen betrachtet werden müssen. Diese Namen beziehen sich auf Hybriden zwischen O. agassizii und dem O. lutea-Komplex.
- Orestias jussiei Valenciennes, 1846

(bei den drei Syntypen aus der Region von Cusco handelt es sich um O. agassizii, lediglich bei den drei Syntypen aus dem Titicaca-Becken (direkt aus dem See und aus dem 'rivière de Guasacona' = Huasacona, Puno) handelt es sich um Hybriden)
- Orestias puni Tchernavin, 1944
- Orestias silustani Allen, 1942

(bei den 17 Paratypen handelt es sich wahrscheinlich um junge Tiere von O. lutea, lediglich bei dem Holotypus handelt es sich um einen Hybrid.)